# The Last Seduction
The Last Seduction (prt: A Última Sedução; bra: O Poder da Sedução) é um filme independente estadunidense, dos gêneros policial de suspense erótico neo-noir de 1994, dirigido por John Dahl, e apresenta Linda Fiorentino, Peter Berg, e Bill Pullman. O filme foi produzido pela ITC Entertainment e distribuído pela October Films. A performance de Fiorentino gerou rumores de uma indicação ao Oscar 1995, mas ela não era elegível porque o filme foi exibido na HBO antes de ser lançado nos cinemas. October Films e ITC Entertainment processaram a Academia de Artes e Ciências Cinematográficas, mas não conseguiram eleger Fiorentino para uma indicação.
A sequência de 1999, The Last Seduction II, não apresentou nenhum elenco original e estrelou Joan Severance como a personagem de Fiorentino.
O filme faz parte da lista dos 1000 melhores filmes de todos os tempos do The New York Times.

## Enredo
Bridget Gregory trabalha como gerente de telemarketing na cidade de Nova York. Seu marido, Clay, está treinando para ser médico e está fortemente endividado com um agiota, assim, organiza a venda de cocaína farmacêutica roubada a dois traficantes. A transação fica tensa quando os compradores puxam uma arma, mas, para surpresa de Clay, eles acabam pagando US$700,000. Clay fica abalado e, ao voltar para casa, dá um tapa em Bridget depois que ela o insulta. Ela então foge do apartamento com o dinheiro enquanto ele está no chuveiro.
A caminho de Chicago, ela para em Beston, uma pequena cidade perto de Buffalo. Lá, ela conhece Mike Swale, um homem local que voltou de um casamento em Buffalo, sobre o qual ele se recusa a falar. Ele tenta pegar Bridget, e ela passa a usá-lo para mera gratificação sexual durante sua estadia na cidade. Adepta aos jogos de palavras e à escrita em espelho, e com um retorno iminente à sua cidade natal, Bridget muda seu nome para Wendy Kroy e consegue um emprego na companhia de seguros onde, coincidentemente, Mike trabalha. O relacionamento deles é prejudicado pelo comportamento manipulador dela e pelo fato de ele estar se apaixonando por ela.
Quando Mike diz a ela como descobrir se um homem está traindo sua esposa lendo seus relatórios de crédito , Bridget inventa um plano baseado na venda de assassinatos a esposas traídas. Ela sugere que eles comecem com Lance Collier, um marido traidor e que bate na esposa e mora na Flórida. Isso prova ser a gota d'água para Mike, e ele a deixa sozinha em seu lugar depois de uma discussão. Enquanto isso, o polegar de Clay é quebrado pelo agiota por não pagar o empréstimo. Temendo por sua saúde e em dificuldades financeiras, ele contrata um detetive particular, Harlan, para recuperar o dinheiro de sua esposa.
Harlan traça seu código de área telefônica, viaja para Beston e considera Bridget sob a mira de uma arma logo após sua discussão com Mike. Bridget propositalmente bate seu carro depois de enganar Harlan para remover o cinto de segurança, resultando em sua morte. Por ser negra, Harlan usa o preconceito racial local para convencer a polícia a encerrar o caso sem maiores investigações. Bridget então retoma a manipulação de Mike e finge viajar para a Flórida para matar Lance Collier. Em vez disso, ela vai a Buffalo para conhecer a ex-mulher de Mike, Trish. Ao retornar, Bridget mostra a Mike o dinheiro que ela roubou de Clay, alegando que é a parte dela no pagamento de seguro de vida da nova viúva.
Bridget afirma ter feito isso para que eles possam viver juntos, depois tenta convencê-lo de que ele também deve cometer um assassinato semelhante, para que eles sejam iguais e para provar que ele a ama. Ela tenta convencer Mike a matar um advogado tributarista na cidade de Nova York que está enganando velhinhas de suas casas. No início, ele se recusa, mas depois concorda ao receber uma carta de Trish dizendo que ela está se mudando para Beston. A carta foi forjada por Bridget para mudar de ideia.
Mike vai para Nova York e invade o apartamento do suposto advogado, que acaba sendo Clay. Depois que Mike algema Clay, Clay percebe o que está acontecendo quando Mike menciona o pseudônimo de Bridget e convence Mike da verdade, mostrando a ele uma foto dele e de Bridget juntos. Eles então traçam uma trama para cruzá-la, sem saber que as mesas serão viradas sobre eles. Bridget chega e Clay, ainda imobilizado, que foi esperto o suficiente para prever a maioria das ações de Bridget, mas falha em entender sua sociopatia, tenta fazer as pazes com ela. Em vez disso, ela esvazia um frasco de spray de pimenta na garganta dele, matando-o. Ela diz a Mike atordoado para estuprá-la. Quando ele se recusa, ela diz que sabe a verdade sobre Trish, que é transgênero. Isso faz com que Mike faça sexo violento com ela enquanto interpreta uma fantasia sexual de estupro . Sem o conhecimento de Mike, Bridget discou 9-1-1 e ela o convence a confessar o assassinato de Clay como parte da dramatização. Mike é preso por estupro e assassinato, enquanto ela foge com o dinheiro, e destrói calmamente a única evidência que poderia ter sido usada na defesa de Mike.[carece de fontes?]

## Elenco
- Linda Fiorentino como Bridget Gregory
- Peter Berg como Mike Swale
- Serena como Trish Swale
- Bill Pullman como Clay Gregory
- Bill Nunn como Harlan
- J. T. Walsh como Frank Griffith
- Dean Norris como Shep
- Herb Mitchell como Bob Trotter

## Produção
O roteirista Steve Barancik disse acreditar que o filme foi originalmente apresentado como um filme de baixo orçamento para a ITC Entertainment, embora os cineastas tivessem "a intenção de fazer um bom filme". Os executivos da ITC Entertainment ficaram chateados com uma cena em que Linda Fiorentino está vestida de líder de torcida e usa suspensórios nos seios. Barancik lembrou: "Aparentemente, um cara da empresa que estava monitorando as coisas e assistindo os diários, viu os suspensórios nos mamilos de Linda e gritou: 'Estamos fazendo um filme de arte?!' Ele interrompeu a produção e chamou os diretores do filme no tapete, e todos eles tiveram que prometer que não tinham pretensões artísticas". A cena foi cortada e o tema da interpretação sexual foi perdido.

## Recepção
The Last Seduction recebeu críticas positivas dos críticos e atualmente detém uma classificação de 94% "Fresh" no Rotten Tomatoes com base em 49 avaliações. Roger Ebert deu ao filme quatro das quatro estrelas, destacando a capacidade de Fiorentino de projetar seu personagem com humor seco e uma liberdade das convenções de Hollywood que normalmente cercam uma antagonista feminina. Ele escreveu no Chicago Sun-Times:
The Last Seduction, de John Dahl, sabe o quanto gostamos de ver um personagem trabalhar ousadamente fora das regras. Dá-nos uma mulher diabólica e má, e vai longe com ela. Continuamos esperando o filme perder a coragem, e isso nunca acontece: Essa mulher é má do começo ao fim, ela nunca se reforma, nunca se compromete, e o filme não adere a uma daquelas conclusões artificiais em que o esquadrão moral entra e arruma.
Mais tarde, Ebert classificou o filme em quinto lugar em sua lista de melhores filmes de 1994 no final do ano.

## Listas de fim de ano
- 6º – Janet Maslin, The New York Times[10]
- 8º – Bob Strauss, Los Angeles Daily News[11]
- 8º –  Glenn Lovell, San Jose Mercury News[12]
- 9º – Todd Anthony, Miami New Times[13]
- 10º – Michael Mills, The Palm Beach Post[14]
- Os 10 melhores (listados alfabeticamente, não classificados) – Eleanor Ringel, The Atlanta Journal-Constitution[15]
- Os 10 melhores (listados em ordem alfabética, não classificados) – Jeff Simon, The Buffalo News[16]
- Menção honrosa – Michael MacCambridge, Austin American-Statesman[17]
- Menção honrosa – Betsy Pickle, Knoxville News-Sentinel[18]
- Menção honrosa – William Arnold, Seattle Post-Intelligencer[19]

## Prêmios e indicações
| Ano                                     | Prêmio/Categoria                                            | Destinatário     | Resultado |
| --------------------------------------- | ----------------------------------------------------------- | ---------------- | --------- |
| BAFTA Awards                            |                                                             |                  |           |
| 1995                                    | BAFTA Film Award - Melhor Atriz                             | Linda Fiorentino | Nomeada   |
| Chicago Film Critics Association Awards |                                                             |                  |           |
| 1994                                    | Prêmio CFCA - Melhor Atriz                                  | Linda Fiorentino | Nomeada   |
| Cognac Festival du Film Policier        |                                                             |                  |           |
| 1994                                    | Prêmio da Crítica                                           | John Dahl        | Vence     |
| Directors Guild of America              |                                                             |                  |           |
| 1995                                    | Prêmio DGA - Realização excepcional em promoções dramáticas | John Dahl        | Nomeado   |
| Edgar Allan Poe Awards                  |                                                             |                  |           |
| 1995                                    | Edgar - Melhor Filme                                        | Steve Barancik   | Nomeado   |
| Independent Spirit Awards               |                                                             |                  |           |
| 1995                                    | Independent Spirit Award - Melhor Protagonista Feminina     | Linda Fiorentino | Venceu    |
| London Film Critics Circle Awards       |                                                             |                  |           |
| 1995                                    | Prêmio ALFS - Atriz do Ano                                  | Linda Fiorentino | Venceu    |
| Mystfest                                |                                                             |                  |           |
| 1994                                    | Melhor Filme                                                | John Dahl        | Nomeado   |
| National Board of Review, USA           |                                                             |                  |           |
| 1994                                    | Prêmio NBR - Melhor Filme de TV                             |                  | Venceu    |
| New York Film Critics Circle Awards     |                                                             |                  |           |
| 1994                                    | Prêmio NYFCC - Melhor Atriz                                 | Linda Fiorentino | Venceu    |
| Society of Texas Film Critics Awards    |                                                             |                  |           |
| 1994                                    | Prêmio STFC - Melhor Atriz                                  | Linda Fiorentino | Venceu    |

[carece de fontes?]